# Elettrotreno FS ETR.480
L'ETR.480 è un elettrotreno italiano ad alta velocità, a cassa oscillante, di terza generazione (pendolino), strettamente derivato dall'ETR.460.

## Storia
A metà degli anni novanta, dopo numerosi blocchi e rinvii, decollò finalmente il programma dell'AV italiana, che comprendeva la costruzione delle due nuove linee Roma–Napoli e Torino–Milano, elettrificate a 25 kV in corrente alternata. Di conseguenza risultò evidente l'inutilità di proseguire nella costruzione di treni in grado di circolare solo sulle linee a 3 kV a corrente continua, come erano i 10 elettrotreni della serie ETR.460, numerati da 21 a 30, costruiti a partire dal 1993 ed immessi in servizio nel 1995. A partire dall'elettrotreno numero 31, già ordinato, fu quindi operata la predisposizione al montaggio delle apparecchiature necessarie per l'alimentazione sotto catenaria a 25 kV alternati. Le consegne della nuova serie di Pendolini iniziarono nel 1997 e proseguirono fino al 28 settembre 1998, data in cui venne consegnato il treno n. 45, ultimo della serie ordinata.
Nel 2004 il treno n. 32 è stato trasformato per l'alimentazione politensione ed omologato da RFI. A partire dal 2005 è iniziata la trasformazione di tutti gli altri elettrotreni della serie ETR.480 in ETR.485 politensione; completata la trasformazione il gruppo ETR.480 è di fatto scomparso.

## Caratteristiche
L'ETR.480 è praticamente identico dal punto di vista estetico e funzionale all'ETR.460, differendone nell'allestimento della carrozza ristorante per la presenza di un portellone per il carico/scarico merci e per il tipo di interconnessioni tra una carrozza e l'altra. I posti offerti sono 137 in 1ª classe e 341 in 2ª con 2 posti per diversamente abili e 23 in carrozza ristorante.
Identiche sono le prestazioni in termini di potenza, 5880 kW, e di velocità massima, 250 km/h. Identica anche la dotazione delle apparecchiature di ripetizione segnali in macchina a 9 codici, ma con la predisposizione all'installazione di SCMT ed ERTMS di 2º livello. Le differenze sostanziali riguardano il tipo di aggancio (automatico) anteriore che ne permette il recupero più agevole in caso di avarie e la predisposizione logistica ed elettrica a diventare treno politensione per circolare sulle nuove linee italiane AV a 25 kV mediante l'applicazione dei trasformatori di linea, dei sezionatori, degli interruttori AT e di pantografi supplementari.

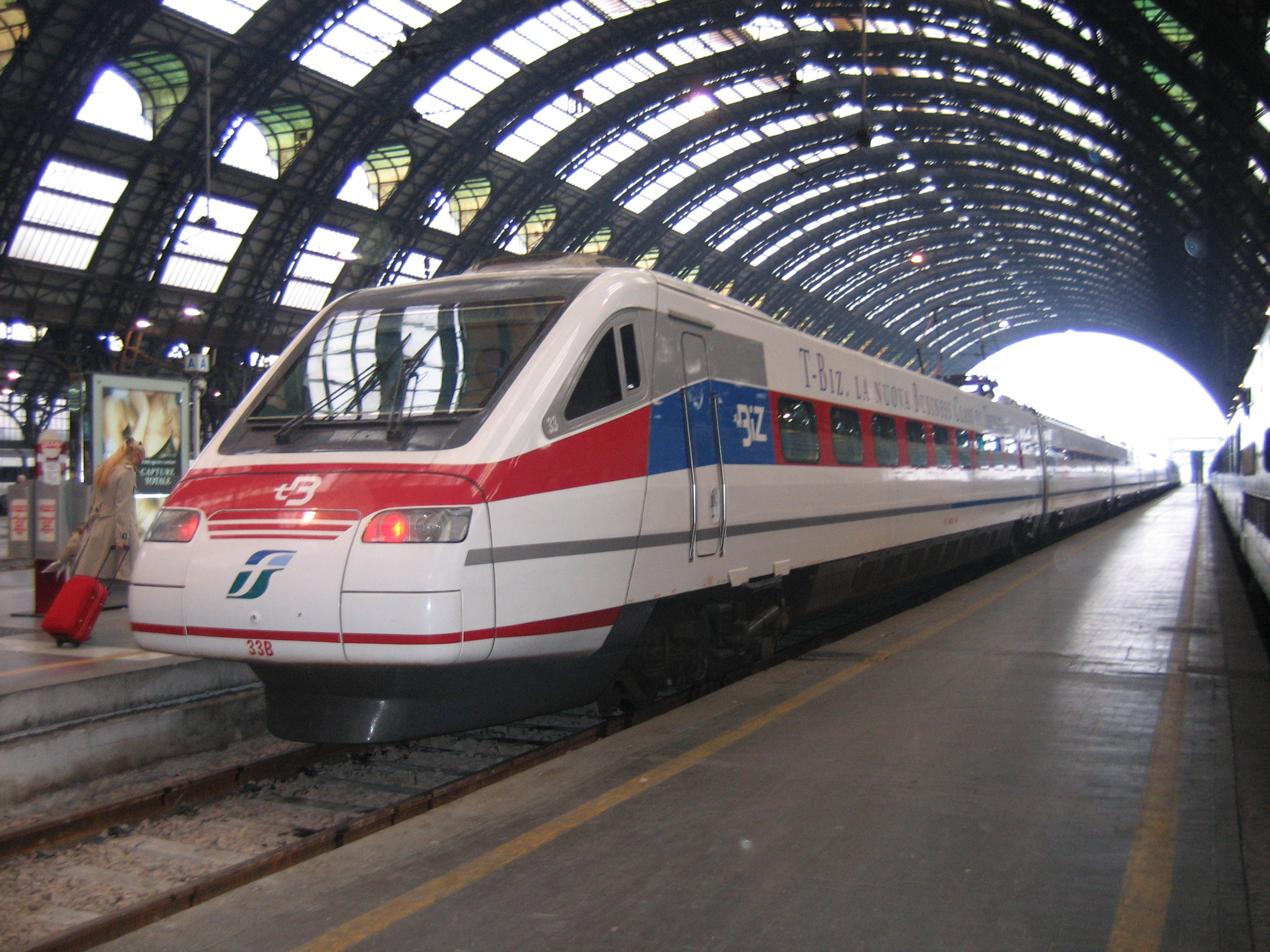
ETR.480 n.33 in servizio T-Biz a Milano Centrale, poco prima della partenza per Roma Termini

### Curiosità
Un Pendolino Classe 680 ceco (tecnicamente affine ai 480) compare nel film 007 Casino Royale con scena girata nel vagone ristorante.

## Incidenti
Il 23 marzo 1998 presso Firenze Castello (vicino a Firenze Santa Maria Novella), alle 18:30 l'ETR.480 numero 34 appena entrato in servizio travolse la E.646.009 in servizio come locomotore di coda ad un regionale. Il bilancio è di un morto e 39 feriti gravi.
L'incidente è dovuto ad errore umano: i macchinisti dell'ETR.480 non hanno rispettato un segnale disposto a via impedita e sono stati indagati per omicidio colposo. Grazie al patteggiamento, è stata assegnata la pena minima con condizionale.
L'unità numero 35 il 3 gennaio 2006, in forza al treno 9356, durante il rientro in deposito a Roma è stata coinvolta in un incidente senza conseguenze. Un guasto ad una cabina tecnica ad alta tensione della motrice di coda ha provocato una scarica elettrica ed un'esplosione all'interno dell'armadio contenente gli impianti di bordo, scardinando la porta blindata dello stesso ed investendo il corridoio vicino. Il treno era appena uscito di servizio.
Il 25 settembre 2008 un altro incidente simile si è verificato sull'ES 9395 Trieste-Roma, svolto con l'unità numero 37, dove si è sviluppato un principio d'incendio alle apparecchiature ad alta tensione durante un transito in galleria.